# موزه اسلامی پنانگ
موزه اسلامی پنانگ (مالایی: Muzium Islam Pulau Pinang) یک موزه در مورد اسلام در شهر جرج تاون ایالت پنانگ، مالزی است.

## پیشینه
این موزه، در یک ویلای باز سازی شده که در سال ۱۸۶۰ ساخته شد و مدتی سکونتگاه تاجر فلفل مقتدر آچه ای بود، جای گرفته است. سپس به عنوان انبار بازیافت برای جامعه هندی چتیار در پنانگ مورد استفاده قرار گرفت. کار بازسازی در در سال ۱۹۹۶ به انجام رسید و در سال ۱۹۹۹ جایزه بهترین پروژه را دریافت نمود.

## نمایشگاه‌ها
موزه، نقش و سهم رهبران مالایی در رشد و گسترش اسلام در پنانگ و مالزی را در معرض نمایش گذاشته است. این موزه همچنین مشخصات اصلی چهره‌های سرشناس قرن نوزدهم و اوائل قرن بیستم و اثرگذاری آنها در پنانگ را در خود جا داده است. مجموعه دیگری در موزه، اثاث قرن نوزدهم و ژرفانما با ابعاد واقعی صحنه اسکله است، که سفر مؤمنان به حج از طریق دریا را نشان داده است.